# Zangenartige Dornspinne

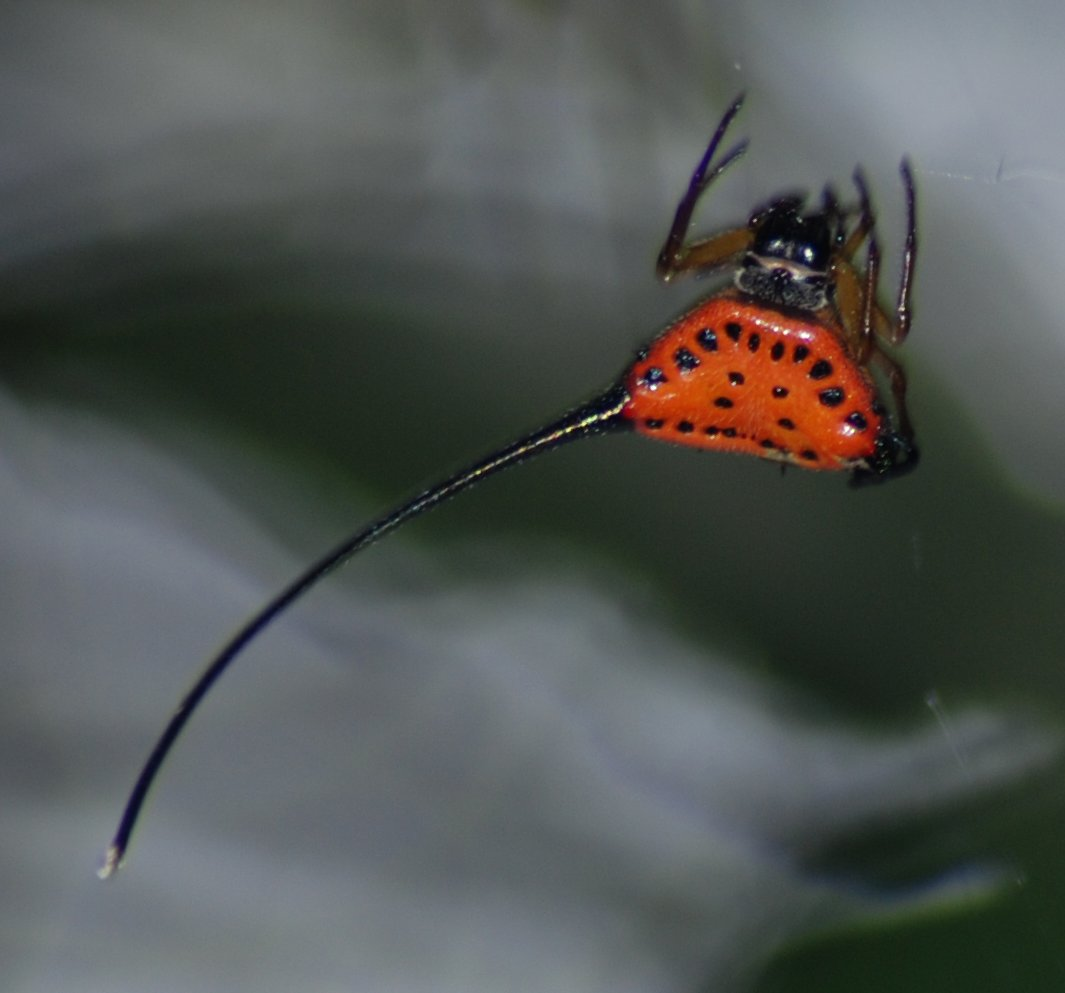
Zangenartige Dornspinne (Macracantha arcuata); einer der beiden stachelartigen Fortsätze fehlt

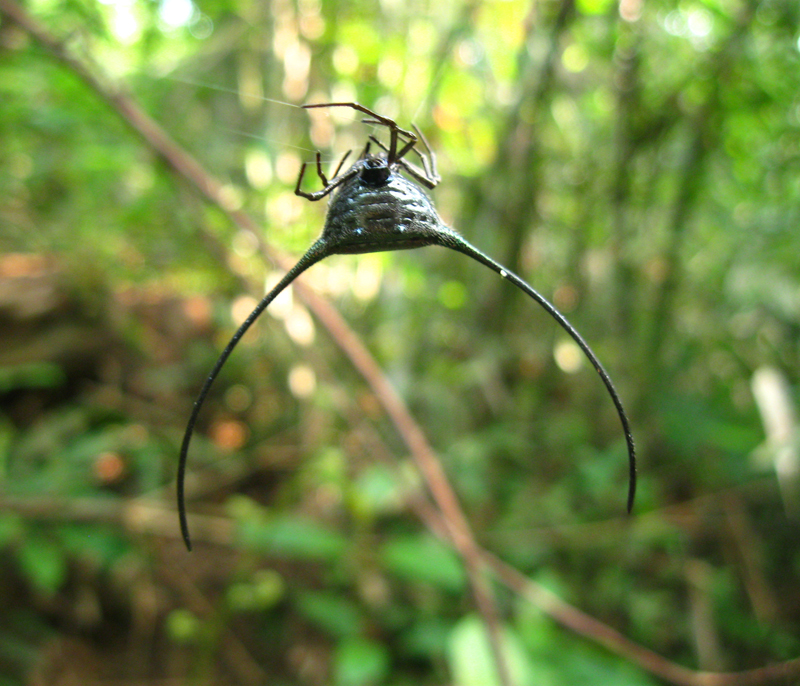
Zangenartige Dornspinne von unten, hier beide Stachel vorhanden

Die Zangenartige Dornspinne (Macracantha arcuata, Syn.: Gasteracantha arcuata) ist eine Webspinne aus der Familie der Echten Radnetzspinnen (Araneidae). Sie lebt in Südostasien und ist bis ins östliche Indien verbreitet.

## Beschreibung
Die Zangenartige Dornspinne besitzt ein abgeplattetes, nahezu trapezförmiges Abdomen, das sich nach hinten verbreitert. Dieses ist sehr auffällig rot gefärbt, während der Kopf glänzend schwarz ist. Auf der Oberseite des stark chitinisierten Abdomens trägt sie in der Mitte vier narbenartige Flecken von dunkler Farbe. Um diese zentrale Zeichnung verlaufen entlang der Ränder des Hinterleibs ebensolche tropfenförmige Flecken. Die Spinnwarzen liegen auf der Unterseite auf einer zapfenförmigen Erhöhung und sind von einer ringförmigen, stark chitinisierten Struktur umgeben. Die Farbe dieses Zapfens ist schwarz. Die relativ kurzen Beine sind rotbraun gefärbt. 
Diese Spinne besitzt sechs spitze, dornenartige Stacheln, von denen die beiden mittleren, an den hinteren Ecken des trapezförmigen Hinterleibs ansetzenden Stacheln sehr lang und gebogen sind, so dass sie die Form einer Zange bilden (daher der deutschsprachige Trivialname). Diese beiden Stacheln übertreffen in ihrer Länge die Körpergröße der Spinne bei weitem. Neben der auffälligen Warnfärbung dieser Spinne, die zu signalisieren scheint: Vorsicht, ich bin ungenießbar, kommt hier noch ein weiteres Signal hinzu. Dieses scheint zu besagen, dass die Spinne zu groß und sperrig für den Verzehr durch einen ihrer Fressfeinde wäre. Durch diese Warnung ist sie vermutlich vor Vögeln geschützt, auch wenn die beiden zangenartigen Fortsätze am Hinterleib nicht gegeneinander beweglich sind und daher kaum als Waffe eingesetzt werden können. Zudem brechen sie leicht ab. 
Die Art wurde früher zur nahe verwandten Gattung Gasteracantha (Stachelspinnen) gestellt, da diese ebenfalls auffällige Farben und verschiedene dornenartige Auswüchse am Hinterleib hat. In ihrem Verbreitungsgebiet ist Macracantha arcuata die häufigste Art aus dem Formenkreis der Stachelspinnen. Es wurde auch vermutet, dass die Stachelspinnen mit ihrem Aussehen Blüten oder Früchte imitieren und dadurch Insekten anlocken können. Die Art Gasteracantha dalyi sieht sehr ähnlich aus, allerdings besitzt sie nicht so stark gebogene, zangenartige Stacheln wie Macracantha arcuata.

## Vorkommen
Die Spinne ist in Südostasien beheimatet, sie lebt auf Sumatra, Java und Borneo sowie auf dem asiatischen Kontinent von der Malaiischen Halbinsel über Burma bis in den indischen Bundesstaat Assam. Nach dem Westen hin ist sie in ihrem Verbreitungsgebiet seltener zu finden als im Osten. Sie baut ihre Radnetze im Geäst der Bäume des primären tropischen Regenwalds.

## Lebensweise
Die Spinne baut zwischen kleineren Ästen oder in Blattwerken ihr großes Radnetz. Es kann einen Durchmesser von mehr als einem Meter besitzen. Im Zentrum befindet sich eine mindestens 15 Zentimeter breite freie Zone ohne die klebrigen Fäden der Fangspirale, wo die Spinne zuweilen sitzt. Meist lauert sie aber tagsüber unter Blättern verborgen auf einem Ast, zu dem einer der radialen Fäden ihres Netzes führt. Sie kann dort die Vibrationen wahrnehmen, die entstehen, wenn ein Insekt an den Klebtröpfchen der Fangspirale hängen bleibt. Meist verfangen sich hier kleine Fluginsekten.
Fallweise befinden sich an den Verbindungsstellen zwischen Radialfäden und Fangspirale weiße Knötchen, diese sind auch an verschiedenen Stellen der Spiralfäden zu sehen.

## Systematik
Die Spinne wurde 1793 von Johann Christian Fabricius als Aranea arcuata beschrieben. 1837 ordnete sie Carl Ludwig Koch der Gattung Gasteracantha zu. Eugène Simon errichtete 1864 für diese Art die Gattung Macracantha, später wurde diese als Untergattung in die Gattung Gasteracantha zurückgestellt, aber 1974 von Emerit wieder zur Gattung erhoben. Diese Gattung hat nur eine Art und ist daher monotypisch.

## Sonstiges

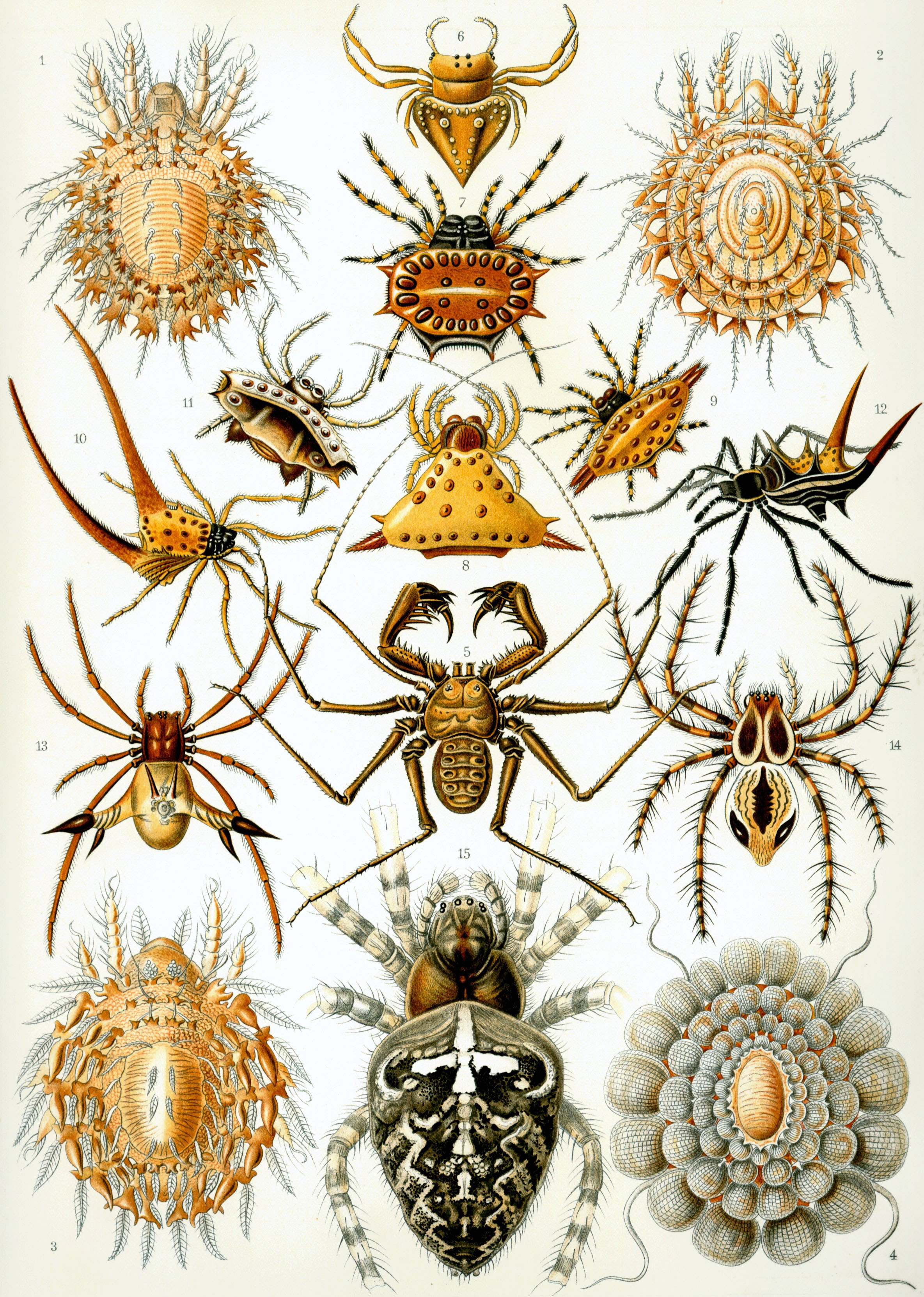
Macracantha arcuata wurde auf Blatt 66 von Ernst Haeckels Kunstformen der Natur (1904) dargestellt (Nr. 10 auf der Abbildung)

Die Spinne wurde schon von Ernst Haeckel in seinem zwischen 1899 und 1904 erschienenen Werk Kunstformen der Natur dargestellt. Sie heißt dort in Anlehnung an das Artepitheton arcuata (von lat. arcuatus; gekrümmt, gebogen) Bogendornige Stachelspinne. Sie wurde wegen ihres bizarren Aussehens im 19. Jahrhundert häufig an die Museen und Sammlungen nach Europa geschickt. Wegen ihres stark chitinisierten Hinterleibs musste sie nicht wie die übrigen Spinnen als Flüssigpräparat in Spiritus versandt werden, sondern konnte wie die Käfersammlungen trocken präpariert werden.
Die Zangenartige Dornspinne erschien im Dezember 2009 auf einer Briefmarke des Staates Malaysia. Sie wird darauf noch immer als Gasteracantha arcuata bezeichnet. Auf der Marke ist auch der englische Vernacularname Curved spiny spider zu lesen. 